# La Coupe de Miami
Pour plus de détails, voir Fiche technique et Distribution.
La Coupe de Miami (titre original : The Palm Beach Girl) est un film américain réalisé par Erle C. Kenton, sorti en 1926.

## Synopsis
Emily Bennett, une jeune fille d'une petite ville, se rend en Floride pour visiter ses riches tantes Jerry et Beatrice. Pendant le trajet en train, elle passe la tête par la fenêtre, et se couvre de suie. Prise pour une jeune femme noire, elle est forcée de voyager dans le wagon de passagers réservé aux non-blancs. Ses tantes sont gênées lorsqu'elle arrive, mais essaient de l'aider à faire bonne impression sociale. Emily fait de son mieux, mais rate le baptême du bateau du playboy Jack Trotter. La jeune femme découvre des contrebandiers qui transfèrent une cargaison dans le hors-bord de Jack avec l'intention de la voler. Elle intervient et est poussée dans le bateau, part pour une course folle et est plus tard laissée à la dérive. Le bateau doit être de retour le lendemain pour les courses, et Emily s'amuse à essayer l'embarcation. Elle revient à temps, pilote le bateau pendant la course et remporte le prix ainsi que l'affection de Jack.

## Fiche technique
- Titre original : The Palm Beach Girl
- Réalisation : Erle C. Kenton
- Scénario : Forrest Halsey, Byron Morgan (adaptation) d'après Please Help Emily de Harold Marsh Harwood
- Producteurs : Adolph Zukor, Jesse Lasky
- Distributeur : Paramount Pictures
- Durée : 70 minutes (7 bobines)[2]
- Date de sortie : 17 mai 1926[3]

## Distribution
- Bebe Daniels : Emily Bennett
- Lawrence Gray : Jack Trotter
- Marguerite Clayton : Julia
- Josephine Drake : Tante Jerry
- John Patrick : Herbert Moxon
- Armand Cortes : Tug Wilson
- Royal Byron : Sheriff
- Maude Turner Gordon : tante Beatrice
- Beryl Roberts